# یواس‌اس سیفگارد (ای‌آراس-۲۵)
یواس‌اس سیفگارد (ای‌آراس-۲۵) (به انگلیسی: USS Safeguard (ARS-25)) یک کشتی بود که طول آن ۲۱۳ فوت ۶ اینچ (۶۵٫۰۷ متر) بود. این کشتی در سال ۱۹۴۳ ساخته شد.